# Elaphoglossum paultonii
Elaphoglossum paultonii är en träjonväxtart som beskrevs av John T. Mickel. Elaphoglossum paultonii ingår i släktet Elaphoglossum och familjen Dryopteridaceae. Inga underarter finns listade.